# Surfin' Safari
Surfin' Safari je debitantski album ameriške glasbene skupine The Beach Boys. Izšel je leta 1962 pri založbi Capitol Records.

## Seznam skladb
1. "Surfin' Safari" - 2:05
2. "County Fair" - 2:15
3. "Ten Little Indians" - 1:26
4. "Chug-A-Lug" - 1:59
5. "Little Girl (You're My Miss America)" - 2:04
6. "409" - 1:59
7. "Surfin'" - 2:10
8. "Heads You Win–Tails I Lose" - 2:17
9. "Summertime Blues" - 2:09
10. "Cuckoo Clock" - 2:08
11. "Moon Dawg" - 2:00
12. "The Shift" - 1:52
13. "Cindy, Oh Cindy" - 2:10
14. "The Baker Man" - 2:37
15. "Land Ahoy" - 1:38